# Копенгагенский филармонический оркестр
Копенгагенский филармонический оркестр (англ. Copenhagen Philharmonic) — датский симфонический оркестр, базирующийся в Копенгагене.

## История оркестра
Оркестр был основан в 1843 году для музыкального обслуживания открывшегося в том же году парка развлечений Тиволи, его первым руководителем стал Ханс Кристиан Лумбю. С 1846 г. оркестр под управлением Лумбю стал выступать в летний период и за пределами парка под названием Симфонический оркестр Тиволи (дат. Tivolis Symfoniorkester). С 1848 г. начались также зимние программы оркестра, которыми руководил Нильс Гаде.
В 1965 г. коллектив был реорганизован для круглогодичной работы под названием Зеландский симфонический оркестр (дат. Sjællands Symfoniorkester), выступая как в Копенгагене (в том числе и в парке Тиволи, концертный зал которого, построенный в 1902 г., оставался домашней площадкой оркестра), так и по всей территории Зеландии. В то же время для записей и зарубежных выступлений коллектив пользовался названием Копенгагенский филармонический оркестр, которое с 2013 г. стало основным.
С Копенгагенским филармоническим оркестром впервые провёл серию скандинавских выступлений Марис Янсонс, много выступал как солист Михаил Вайман. В 1965—1988 гг. концертмейстером оркестра был Антон Контра.

## Руководители оркестра
- Генрих Шифф (1996–2000)
- Джордано Беллинкампи (2000–2005)
- Лань Шуй (2007–2015)
- Тосиюки Камиока (с 2016 г.)